# Joni Nyman
Joni Nyman est un boxeur finlandais né le 5 septembre 1962 à Pori.

## Carrière
Il remporte aux Jeux olympiques d'été de 1984 à Los Angeles la médaille de bronze dans la catégorie poids welters.

## Palmarès

### Jeux olympiques
- Médaille de bronze en -67 kg aux Jeux de 1984 à Los Angeles, États-Unis